# Liêu Tử Dư
Liêu Tử Dư (tiếng Trung: 廖子妤, tiếng Anh: Fish Liew Chi-yu, sinh ngày 31 tháng 3 năm 1990) là một nữ diễn viên kiêm người mẫu người Hồng Kông gốc Malaysia.
Vai diễn Mai Ái Phương trong bộ phim Huyền thoại Mai Diễm Phương đã giúp cô giành giải Nữ diễn viên phụ xuất sắc nhất tại giải thưởng điện ảnh Hồng Kông lần thứ 40, đồng thời cô còn được nhận thêm một đề cử ở hạng mục này qua vai diễn trong bộ phim Răng khôn.

## Danh sách phim
| Năm  | Phim                           | Vai diễn              | Ghi chú       |
| ---- | ------------------------------ | --------------------- | ------------- |
| 2013 | Doomsday Party                 | Tiểu Ngư              | Vai phụ       |
| 2014 | Twilight Online                | Trần Tiểu Mạn         | Vai phụ       |
| 2015 | Lazy Hazy Crazy                | Hà Ái Ái              | Vai chính     |
| 2016 | Sisterhood                     | Lý Thi Thi（lúc trẻ） | Vai phụ       |
| 2016 | Pseudo Secular                 | Lý Nhị                |               |
| 2017 | Love Off the Cuff              | Tế Tư                 | Vai khách mời |
| 2018 | No. 1 Chung Ying Street        | Lý Lệ Hoa/Lý Thi Huệ  | Vai chính     |
| 2018 | Distinction                    | A Thuấn               | Vai phụ       |
| 2021 | Huyền thoại Mai Diễm Phương    | Mai Ái Phương         | Vai phụ       |
| 2021 | Răng khôn                      | Khả Nhạc              | Vai phụ       |
| 2022 | Table For Six                  |                       | Vai khách mời |
| 2023 | A Guilty Conscience            | Chung Niệm Hoa        | Vai phụ       |
| 2024 | All Shall Be Well              | Fanny                 | Vai phụ       |
| 2024 | Cửu Long Thành Trại: Vây thành | Yến Phân              | Vai phụ       |